# Eide (Møre og Romsdal)

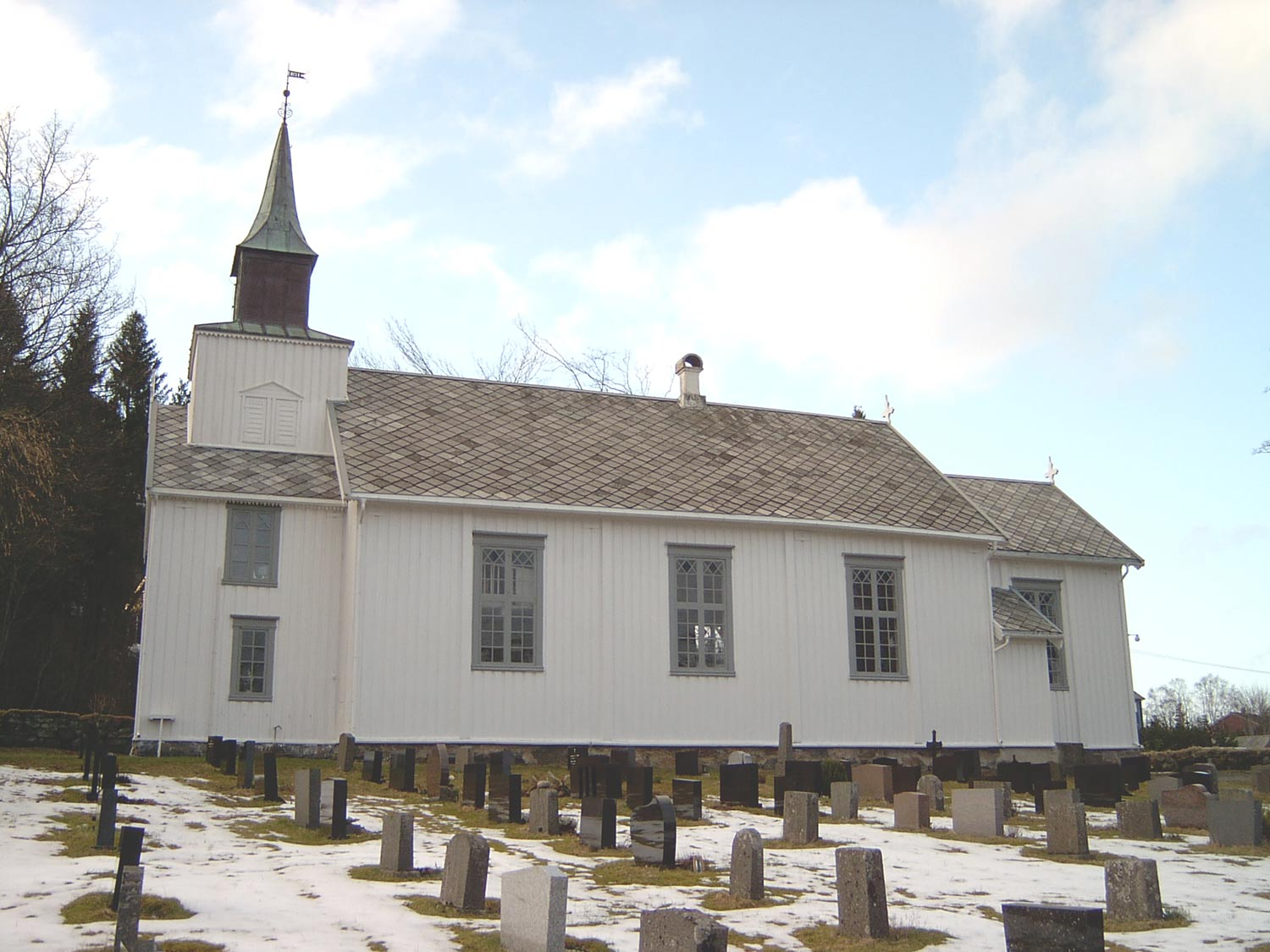
De kerk van Eide

Eide is een voormalige gemeente in de Noorse provincie Møre og Romsdal. De gemeente met 3454 inwoners (januari 2017) lag in het noorden van de fylke, en grensde aan de gemeenten Gjemnes, Fræna en Averøy. Met ingang van 2020 fuseerde Eide met de gemeente Fræna tot de nieuwe gemeente Hustadvika.
Het bestuur was gevestigd in de gelijknamige plaats Eide. De gemeente is in Noorwegen bekend als centrum van steenindustie. Naast de winning van natuursteen zijn er in de gemeente meerdere bedrijven die de natuursteen verwerken tot grafstenen en bouwmateriaal. Ook zijn er meerder kalkgroeves in Eide.

## Plaatsen in de gemeente
- Eide
- Gaustad
- Lindset
- Lyngstad
- Silnes
- Silset
- Vevang
- Visnes
- Øygarden